# Dolné Naštice
Dolné Naštice (Hongaars: Alsóneszte) is een Slowaakse gemeente in de regio Trenčín, en maakt deel uit van het district Bánovce nad Bebravou.
Dolné Naštice telt 454 inwoners.